# Белый шум (фильм, 2005)
«Бе́лый шум» (англ. White Noise) — американский мистический триллер с элементами фильма ужасов 2005 года режиссёра Джеффри Сакса. В основе сюжета фильма — предположение о том, что в белом шуме можно услышать голоса умерших людей. Премьера фильма состоялась 7 января 2005 года. В 2007 году вышло продолжение фильма — «Белый шум 2: Сияние».

## Сюжет
Мирное существование преуспевающего архитектора Джонатана Риверса было нарушено таинственным исчезновением его жены Анны. 
Через некоторое время с Джонатаном связывается некий Раймонд Прайс, который утверждает, что получает сообщения от Анны через электронно-голосовой феномен (ЭГФ, процесс, благодаря которому мёртвые связываются с живыми, записывая свой голос на специальные записывающие устройства), а Анна уже мертва.  Сначала Джонатан относится ко всему скептически, но вскоре его жену находят погибшей. Через полгода на телефон Джонатана поступают вызовы его погибшей жены. Джонатан находит Раймонда Прайса и с его помощью пытается установить контакт с Анной. После нескольких попыток Раймонд звонит Джонатану и сообщает о том, что он обнаружил кое-что интересное. Однако, по прибытии Джонатан находит Раймонда мёртвым. Джонатан, пытаясь установить контакт с Анной, продолжает дело Раймонда вместе с его клиенткой Сарой Тейт. Дальнейшие исследования архитектором ЭГФ и сопровождающие его сверхъестественные явления невольно открывают дверь в другой мир, позволяя чему-то незваному войти в жизнь Джонатана.

## В ролях
| Актёр               | Роль            |
| ------------------- | --------------- |
| Майкл Китон         | Джонатан Риверс |
| Сара Стрендж        | Джейн           |
| Иэн Макнис          | Раймонд Прайс   |
| Майк Допуд          | детектив Смитс  |
| Дебора Кара Ангер   | Сара Тейт       |
| Чандра Уэст         | Анна Риверс     |
| Николас Элиа        | Майк Риверс     |
| Киган Коннор Трейси | Мирабэлль       |

## Производство
Согласно источнику российского сайта к фильму, сценарист Найл Джонсон хотел придумать историю о потере любимого человека; он начал искать идею о том, что можно было бы войти в контакт с кем-то, имеющему отношение к потере близких, при которой любой человек мог бы даже пойти на большой риск. Джонсон изучил феномен электронного голоса, при котором в составе шумов можно услышать человеческий голос, а именно голос умершего. Однако, трактовка феномена не является научным фактом и на текущий момент не признана академической наукой.
Сам фильм не имеет никакого отношения к одноимённому роману Дона Делилло, изданному в 1985 году.
Чуть позже, Найл Джонсон отдал свой сценарий британскому продюсеру Полу Бруксу, а далее — Норманну Уэйтт младшему, основателю кинокомпании Gold Circle Films и продюсеру успешного фильма «Моя большая греческая свадьба». После этого Пол захотел, чтобы в фильме роль главного героя исполнил Майкл Китон. Кроме того, согласно воспоминаниям Брукса, ему в своё время понравился фильм Жилец (1990), в котором также сыграл Китон. Режиссёрское кресло занял Джеффри Сакс. Помимо Китона, в фильме также участвовали Чандра Уэст, Николас Элиа, Дебора Кара Ангер и Иэн Макнис.
В изначальной версии сценария имя жены Джонатана было Ханна, позже её переименовали в Анну.
По словам Найла Джонсона, съёмки фильма длились два месяца, то есть с сентября по октябрь 2003 года в Ванкувере, Канада.
В феврале 2004 года, студия Universal Pictures становится дистрибьютором фильма «Белый шум» при дальнейшем сотрудничестве с Gold Circle.

## Критика
Фильм получил почти исключительно отрицательные отзывы в СМИ. На данный момент на агрегаторе сайта Rotten Tomatoes фильм имеет лишь 7 % положительных рецензий из 150.
В российской прессе критик Станислав Зельвенский в своей рецензии на сайте «Афиша» также негативно отзывался о фильме, добавив:

Большую часть фильма герой сидит, обставившись мониторами и динамиками, и с напряжённым лицом внимает околесице, нон-стоп производимой обитателями загробного мира. Вырисовывается некий детективный сюжет (с финалом, не лезущим, надо сказать, ни в какие ворота), и местами — да, реально страшно (на чисто инстинктивном уровне — как если над ухом вдруг крикнут «а!»), но в целом это выглядит скорее комически: мертвецы шлют пророческие месседжи разряда «Милый, ты вот футбол смотришь, а на кухне суп выкипает», а иногда и вовсе «Свинья, делом лучше занимайся!» (и вправду ведь). А главное, ФЭГ — далеко не самая невероятная деталь в «Белом шуме»: поверить в то, что между «Европой плюс» и «Нашим радио» можно поймать голос покойной прабабушки, не в пример легче, чем, скажем, в то, что талантливая романистка выглядит как «девушка месяца» из мужского журнала.— Станислав Зельвенский — afisha.ru
Несмотря на негативные отзывы, фильм всё равно окупился, собрав 90 миллионов долларов в мировом прокате при бюджете 10 миллионов.